# Niccolò dell’Arca

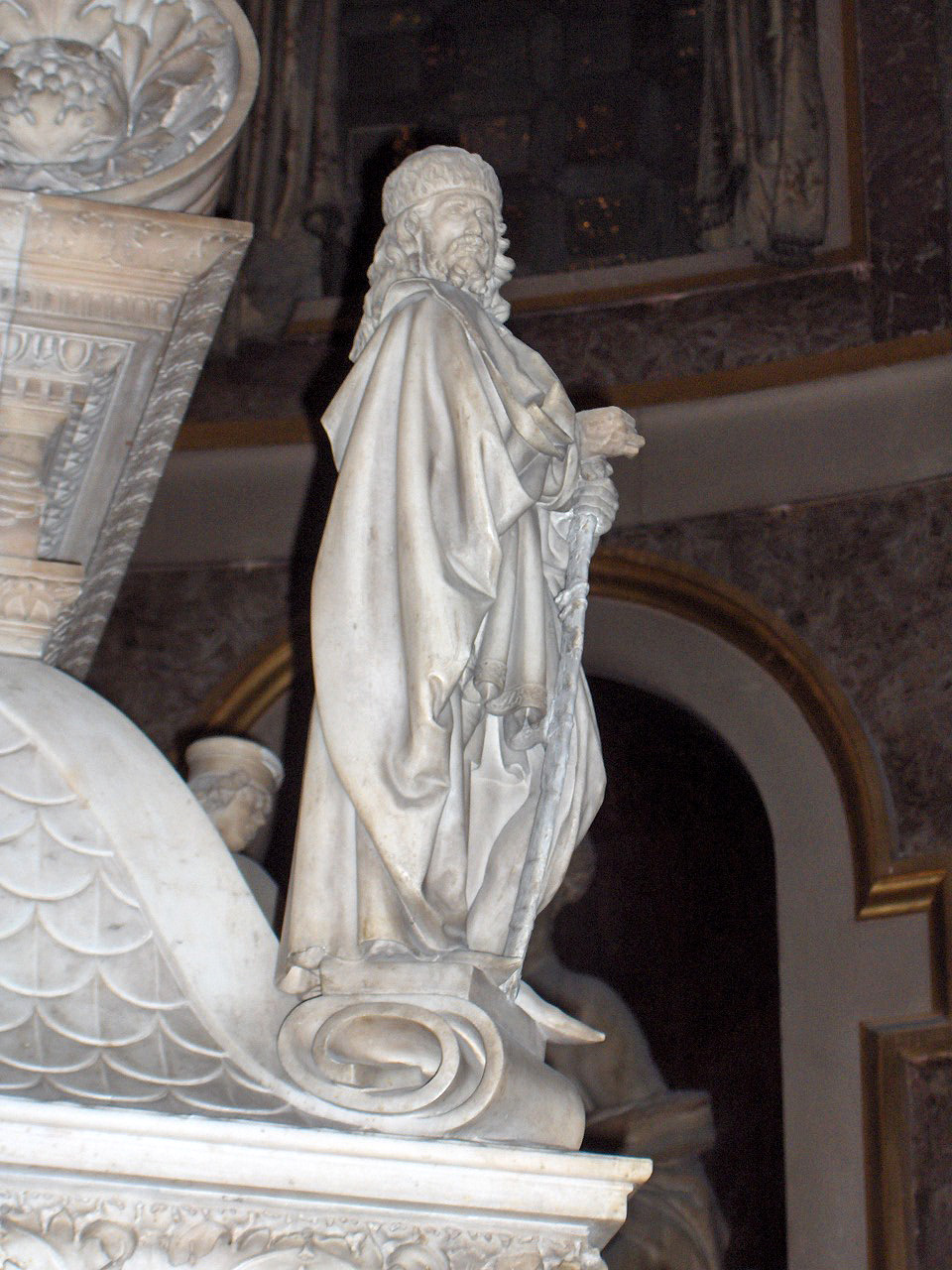
Sankt Florian (Arca di San Domenico).

Niccolò dell’Arca (* 1435–1440; † 2. März 1494) war ein italienischer Bildhauer der Frührenaissance. Er ist auch bekannt unter den Namen Niccolò da Ragusa, Niccolò da Bari und Niccolò d’Antonio d’Apulia. Der Namenszusatz „dell’Arca“ bezieht sich auf seinen Beitrag zur Arca di San Domenico.

## Leben und Werk
Angaben zu Ort und Jahr seiner Geburt sind unsicher. Vermutlich wurde er in Apulien oder vielleicht in Bari geboren, und danach lebte er höchstwahrscheinlich eine Zeitlang in Dalmatien. Gnudi (1973) schreibt, dass Niccolò dort vom dalmatischen Bildhauer Giorgio da Sebenico lernte.
Einige Kunsthistoriker erklären die burgundischen Elemente in seinen Skulpturen damit, dass Niccolò während der 1450er Jahre am Triumphbogen des Castel Nuovo in Neapel mitgearbeitet hat, wo er vom katalanischen Bildhauer Guillem Sagrera beeinflusst worden wäre.
Andere verneinen eine Ausbildung in Neapel und behaupten stattdessen, dass Niccolò in den späten 1460ern nach Frankreich gereist sei. Seine weitere Ausbildung sei in Siena erfolgt, beeinflusst durch die Arbeiten von Jacopo della Quercia und Donatello.
Erstmals erwähnt wird er im September 1462 in Bologna als Maestro Nicolò da Puglia, ein „Meister der Terrakotta-Figuren“. Dies bezieht sich vermutlich auf die Gruppe von Terrakotta-Figuren „Beweinung des toten Christus“ in der Kirche Santa Maria della Vita in Bologna, die auch Papst Paul II. in seiner Bulle 1464 erwähnt.

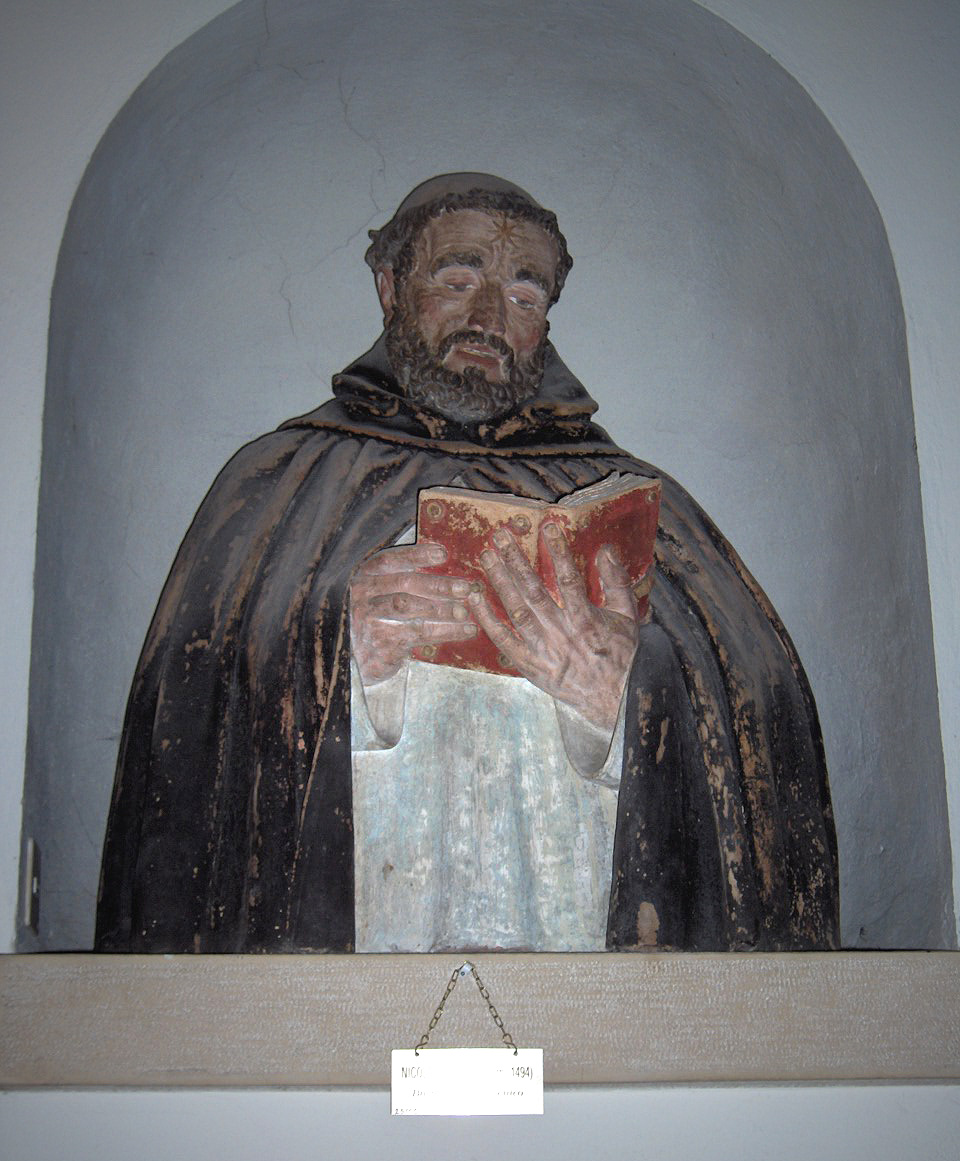
Polychrome Terrakotta-Skulptur des Hl. Domenikus

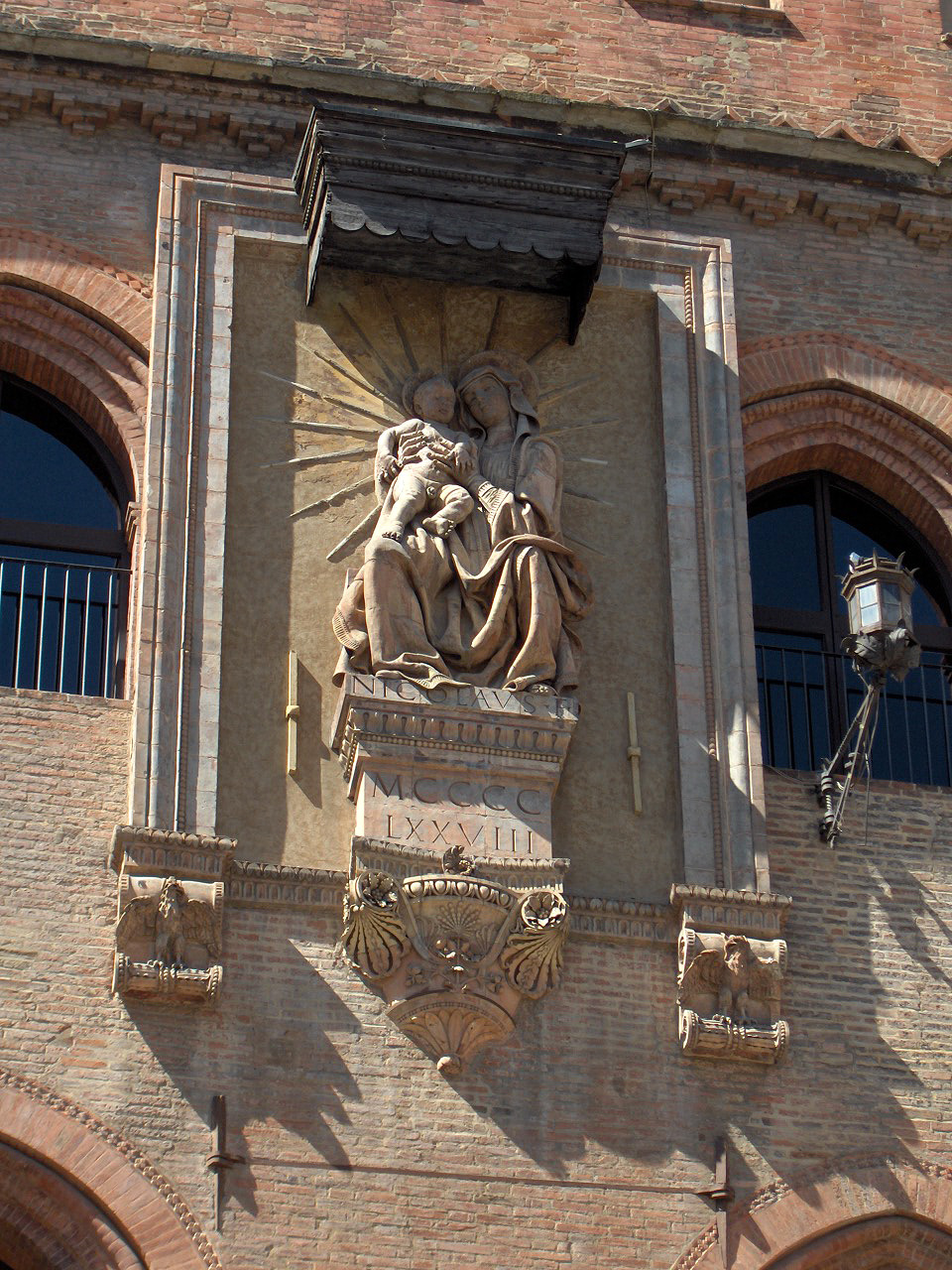
Madonna di Piazza, Bologna

Weitere Werke sind die Terrakotta-Büste des Hl. Domenikus (1474) im Museum der Domenikus-Basilika in Bologna; eine Marmorstatue des Hl. Johannes des Täufers im Escorial bei Madrid; die Terrakotta-Figur der Hl. Monika (ca. 1478–1480) im Museumspalast in Modena und das Terrakotta-Relief der Madonna di Piazza (1478) an der Fassade des Palazzo d’Accursio in Bologna: Im Faltenwurf des Gewandes zeigen sich der Einfluss von Jacopo della Quercia sowie Spuren des dynamischen Naturalismus seines Zeitgenossen Andrea del Verrocchio.

## Compianto sul Cristo morto

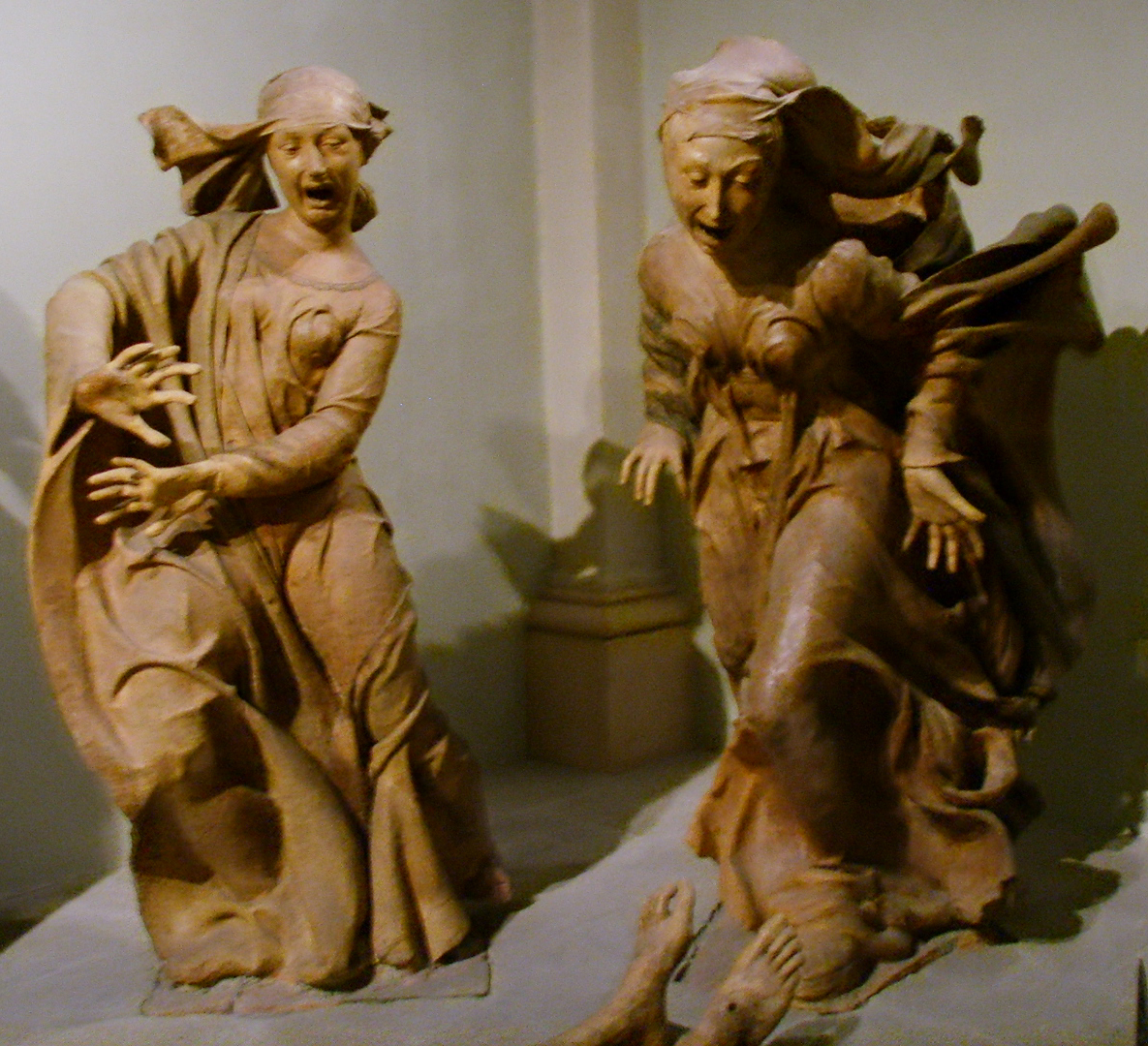
Aus der Figurengruppe Beweinung des toten Christus in der Kirche Santa Maria della vita, Bologna

Die Skulpturengruppe „Beweinung des toten Christus“ besteht aus sieben lebensgroßen Figuren. Über dem liegenden Leichnam klagen sechs Trauernde: Josef von Arimathäa, Salome, die Hl. Jungfrau Maria, der Evangelist Johannes, Maria Kleophae und Maria Magdalena. Ursprünglich waren die Terrakotta-Figuren bunt bemalt. Der Kopf des toten Christus ruht auf einem Kissen, welches signiert ist mit Opus Nicolai de Apulia. Niccolò begann die Arbeit an den Skulpturen 1463. Der bemerkenswerte Realismus und die psychologisierende Darstellung der Figuren können im Zusammenhang gesehen werden mit dem Leiden der Patienten im nahegelegenen Hospital: Für Familienangehörige und Pilger war die Skulpturengruppe über Jahrhunderte eine wichtige Anlaufstelle, und die Einnahmen durch ihre Spenden waren so bedeutend, dass sie den Unterhalt der Kirche und des Hospitals ermöglichten.
Eine formal vergleichbare Skulpturengruppe von Alfonso Lombardi findet sich im Oratorium neben der Kirche.